# Tricyclobutabenzeen
Tricyclobutabenzeen is een aromatische organische verbinding met als brutoformule C12H12. De structuur bestaat uit een benzeenring waaraan 3 cyclobutaanringen zijn gefuseerd. Tricyclobutabenzeen werd voor het eerst gesynthetiseerd in 1979 volgens onderstaand reactieschema: